# مانينغ جونسون
مانينغ جونسون هو سياسي أمريكي، ولد في 12 ديسمبر 1908، وتوفي في 7 فبراير 1959.